# Humphrey Owen Jones
Humphrey Owen Jones (20 de Fevereiro 1878 - 15 de Agosto 1912) foi um químico e alpinista galês.

## Vida
Humphrey Jones nasceu em Goginan no Cardiganshire e fez estudos superiores na University College of Wales. Posteriormente estudou ciências naturais na Clare College (Cambridge) e fez o Mestrado em 1903 . A 1 de Agosto de 1912 casou-se com a colega Muriel Gwendolen Edwards que foi a primeira mulher a ser elegida como fellow da Universidade do país de Gales.

## Químico
Durante mais de onze anos foi professor de universidade e fez mais de 60 publicações entre 1900 and 1912 
. Como químico é membro da Royal Society

## Alpinismo
Humphrey Owen Jones é desde 1907 reconhecido como um alpinista reconhecido na região da Snowdonia, País de Gales. Com Karl Blodig, Geoffrey Winthrop Young e o guia de montanha Josef Knubel vez algumas das primeira ascensão no Monte Branco A 9 de agosto de 1911 fez a aresta do Brouillard no Monte Branco pelo colo Émile Rey, com Karl Blodig e o guia Joseph Knubel .
Foi a 15 de Agosto de 1912 que durante a celebração do seu casamento teve um acidente na montanha onde morreu ele e a sua mulher aquando da ascensão da Agulha Preta de Peuterey .
Enquanto que membro do Alpine Club escreveu artigos relativos às suas escaladas

## Ascensões
- 1909 - Primeiro percurso da face sudoeste com Laurent Croux da Agulha Branca de Peuterey cujo pico noroeste ficou com o seu nome, é o chamado Pico Jones.
- 1911 - Primeira ascensão pela aresta oeste das Grandes Jorasses com Geoffrey Winthrop Young e Joseph Knubel, a 14 Ago.